# Hope Ekudu
Hope Ekudu là một nhà thống kê, quản lý ngân hàng và quản trị kinh doanh người Uganda. Cô phục vụ như là Giám đốc Ngân hàng Bán lẻ, tại Ngân hàng Tài chính Nhà ở, có hiệu lực vào tháng 8 năm 2015.

## Bối cảnh và giáo dục
Ekudu được sinh ra vào khoảng năm 1985 với mẹ là Grace Adoku và cha là Mục sư John Ekudu-Adoku, một mục sư Kitô giáo và cựu Hiệu trưởng của Đại học Makerere, Đại học công lập lớn nhất và lâu đời nhất ở Uganda. Cô là người sinh ra cuối cùng trong một gia đình có bốn anh chị em; Paul, Charity, Faith and Hope.
Ekudu học tại Đại học Makerere, nơi cô lấy bằng Cử nhân Thống kê năm 2006. Cô tiếp tục theo học Đại học Heriot Watt, tại Edinburgh, Scotland, nơi cô tốt nghiệp Thạc sĩ Quản trị Kinh doanh, năm 2011
Ekudu cũng dành một năm để trải qua khóa đào tạo do CEO Club và Đại học Strathmore tổ chức, để chuẩn bị cho vai trò Giám đốc điều hành, trong tương lai. Cô Ekudu, là thành viên của lớp tiên phong gồm 30 sinh viên đã tham gia khóa học kéo dài một năm 2013.

## Nghề nghiệp
Năm 2010, Ekudu được Ngân hàng Barclays của Uganda thuê với tư cách là người đứng đầu nhóm xử lý các khoản thanh toán và dịch vụ quốc tế, bao gồm các giao dịch SWIFT, RTGS và EFT. Sau hai năm trong vai trò đó, cô đã được đề bạt làm trưởng phòng thanh toán tại cùng một ngân hàng, phục vụ trong khả năng đó cho đến năm 2014.
Vào tháng 7 năm 2014, Ekudu làm việc tại Ngân hàng Tài chính Nhà ở, một ngân hàng thương mại tập trung vào cho vay thế chấp. Cô đã phục vụ trong nhiều vai trò khác nhau tại HFB, bao gồm cả Quản lý hoạt động chung, Tổng giám đốc ngân hàng bán lẻ và là Tổng giám đốc, Vận hành và kinh doanh.